# Calligonum polygonoides
Calligonum polygonoides L. – gatunek rośliny z rodziny rdestowatych (Polygonaceae). Występuje naturalnie w południowej części Rosji, Turcji, Syrii, Izraelu, Iraku, Iranie, Pakistanie oraz północnych Indiach, w tym na Pustyni Thar, gdzie znany jest pod lokalną nazwą phog lub phok.

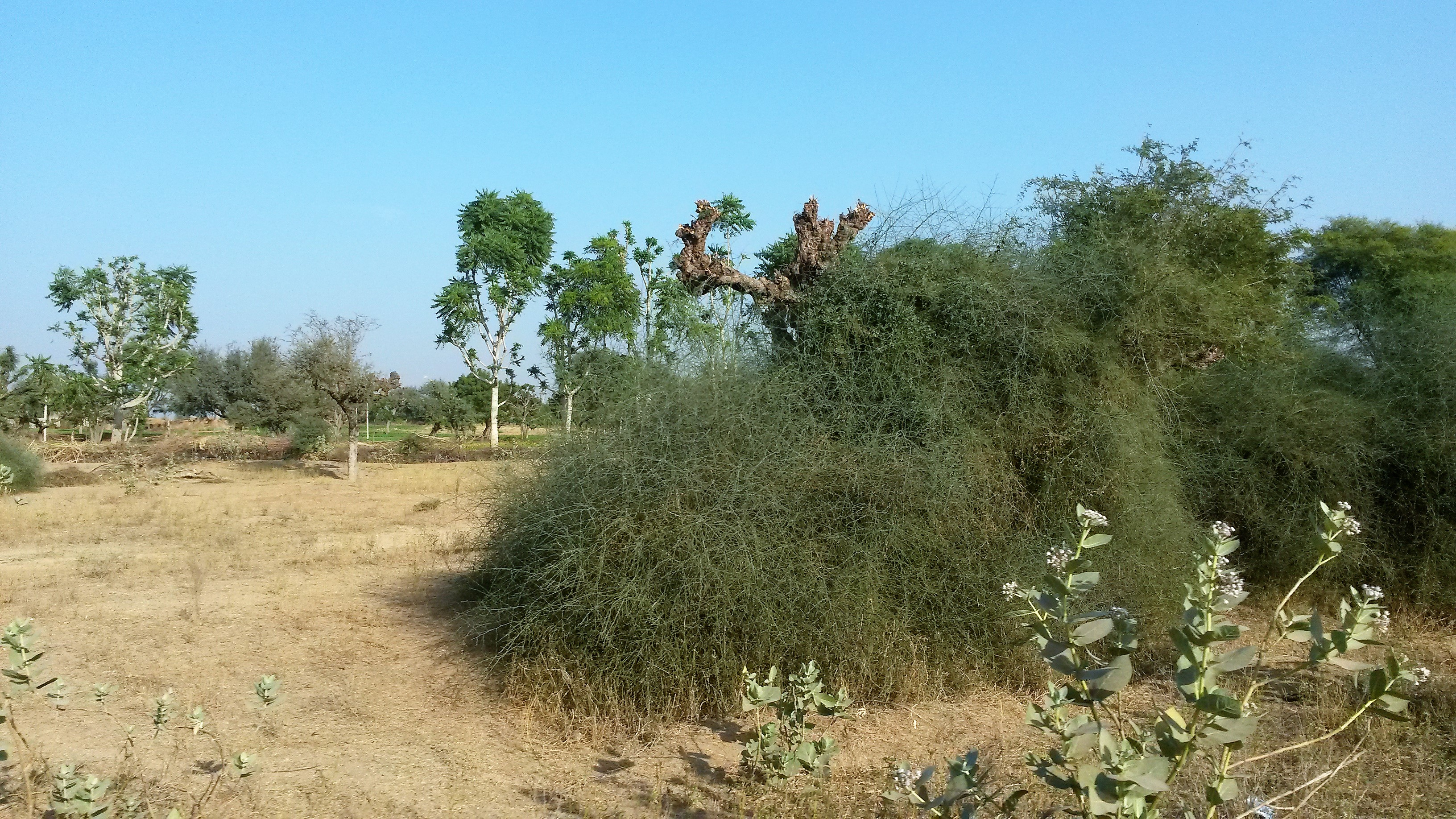
Phog na Pustyni Thar

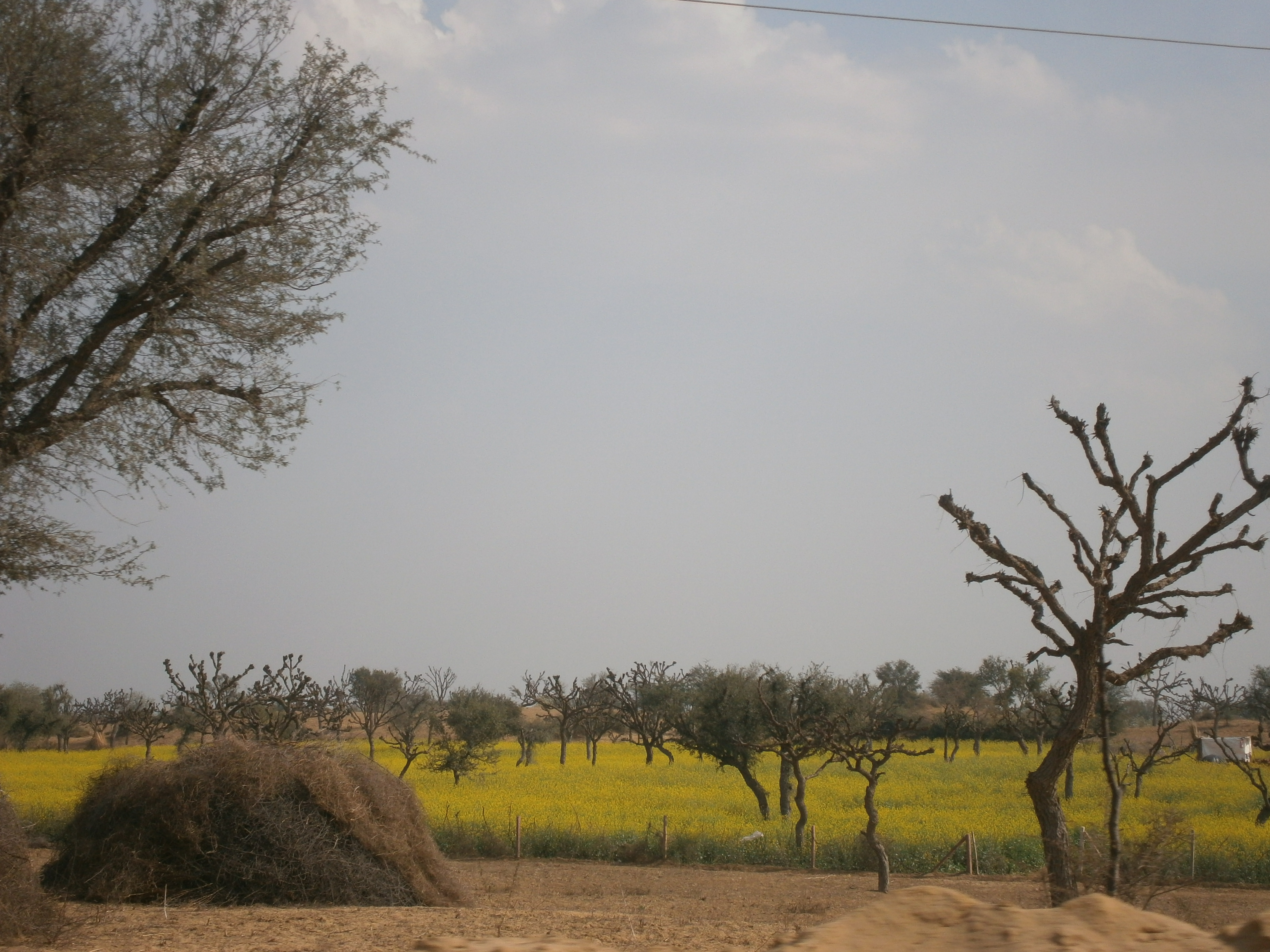
Phog zebrany na opał (Radżastan, Indie)

Mounstuart Elphinstone (1779–1859), urzędnik Kompanii Wschodnioindyjskiej, oddelegowany z misją dyplomatyczną do Kabulu w Afganistanie, podczas podróży przez obszar Pustyni Thar w północno-zachodnich Indiach (ówczesnej Radźputanie, czyli dzisiejszym indyjskim stanie Radżastan) w 1808 roku, tak opisał roślinę phog: „Jest to roślina wysoka na cztery do pięciu stóp, dość zielona, choć nie posiada liści. Jej gałęzie przechodzą w delikatne gałązki, które kończą się kępkami tego samego materiału, lecz jeszcze miększego i bardziej nasyconego sokiem. Wytwarza skupiska kwiatów, które są spożywane przez tubylców, a nasiona znajdują się w strąkach. Jest to ulubiony pokarm wielbłądów, który w pewnym stopniu rekompensuje im długotrwały brak wody, na jaki są skazane na pustyni. Po raz pierwszy zaobserwowano ją na zachód od Canoud i występowała na całym obszarze pustyni.

## Morfologia
PokrójZrzucający liście krzew dorastający do 1,5 m wysokości.
LiścieBlaszka liściowa ma równowąski kształt, mierzy 7–15 mm długości, o ostrym wierzchołku.
KwiatyZebrane po 2–3 w pęczki, rozwijają się w kątach pędów. Listki okwiatu mają podłużny kształt i żółtawą barwę, mierzy do 3–4 mm długości.
OwoceNiełupki o jajowatym kształcie, osiągają 12–17 mm długości oraz 10–14 mm szerokości.

## Biologia i ekologia
Kwitnie od stycznia do kwietnia.
Na Pustyni Thar kwitnie między kwietniem i czerwcem. Pąki kwiatów, znane pod lokalną nazwą phogḷā, są jadalne i dostępne jedynie przez krótki okres 1-2 tygodni.